# Inlegend
Inlegend ist eine 2010 gegründete Piano-Rockband des Van-Canto-Schlagzeugers Bastian Emig, in der er für den Gesang und das Klavierspiel verantwortlich ist. Die Band wurde zusammen mit Daniel Wicke (Bass) und Dennis Otto (Schlagzeug) ins Leben gerufen, jedoch sind beide seit Frühjahr 2014 nicht mehr in der Band. Seit Juni 2014 besteht die Gruppe neben Emig aus Daniel Galmarini (Klavier), Daniel Schmidle (Keytar, Klavier), Paul Perlejewski (Bass) und Marcos Feminella (Schlagzeug).

## Geschichte

### Gründung und erste EP
Bastian Emig gibt an, bereits vor der Mitgliedschaft bei Van Canto während des Studiums und im Zuge eines einjährigen Aufenthaltes in China die ersten Kompositionen für das Projekt vorgenommen zu haben, aus dem heute die Band In Legend wurde. Nach eigener Aussage hatte er in diversen Bands, für die er am Schlagzeug tätig war, aber insbesondere bei seiner Jugend-Band Jester’s Funeral den jeweiligen Gitarristen seine Kompositionsideen stets am Klavier vorgestellt, da er selbst das Gitarrenspiel nicht beherrschte. Den so entstandenen Musikstil bezeichnet die Band als Hand-hammered Piano Craft.
Die auf 500 Stück limitierte Pandemonium EP war das erste akustische Lebenszeichen der Band und wurde zur allerersten Tour als Vorband von Van Canto im Frühjahr 2010 fertiggestellt. Aufgenommen wurde die EP mit Produzent Charlie Bauerfeind, den Emig durch vergangene Recordings mit Van Canto kennengelernt hatte. Von ihm wurde Bastian Emig nachhaltig musikalisch geprägt. Die EP wurde am 1. Mai schließlich zeitgleich zum Launch der offiziellen Website auch als kostenloser Download bereitgestellt.

### Das DebütalbumBallads ’n’ Bulletsund Plattenvertrag mit SPV Records
Das Debütalbum von Inlegend wurde im Dezember 2010 fertig aufgenommen und gemastert. Es ergab sich ein Plattenvertrag mit dem Label SPV. Zum ersten Mal wurde hier ein Release eines Künstlers in Zusammenarbeit zweier Unterlabels (Steamhammer & Oblivion) veröffentlicht. Ballads ’n’ Bullets wurde am 20. Mai 2011 veröffentlicht. Unter den 14 Songs befanden sich auch die vier Songs der Pandemonium EP. Im Vorfeld hatte man bereits die Chance, die Songs des Albums über eine eigens zu diesem Zweck programmierte Streaming-App bei Facebook freizuschalten und vorzuhören.
Bis dato unternahm die Band zwei Support-Touren zur Promotion des Albums (die sie auch in die Schweiz und in die Niederlande führten) und spielte zudem einige Headliner-Konzerte und Festivals. Außerdem wurden für vier Songs des Albums („Pandemonium“, „Vortex“, „Soul Apart“ und „Universe“) Musikvideos gedreht. Eine Besonderheit war hierbei die Idee und Erschaffung einer „YouTube-DVD“, in die alle Songs des Albums nach und nach entweder mit einem professionellen Musikvideo oder selbst zusammengestellten Slideshow-Videos eingegliedert werden sollten. Das Ganze ist ein bisher einzigartiges Multimedia-Projekt, für das zudem ein eigener Menü-Screen entworfen wurde.

### Das zweite AlbumStones At Goliathund ein Besetzungswechsel

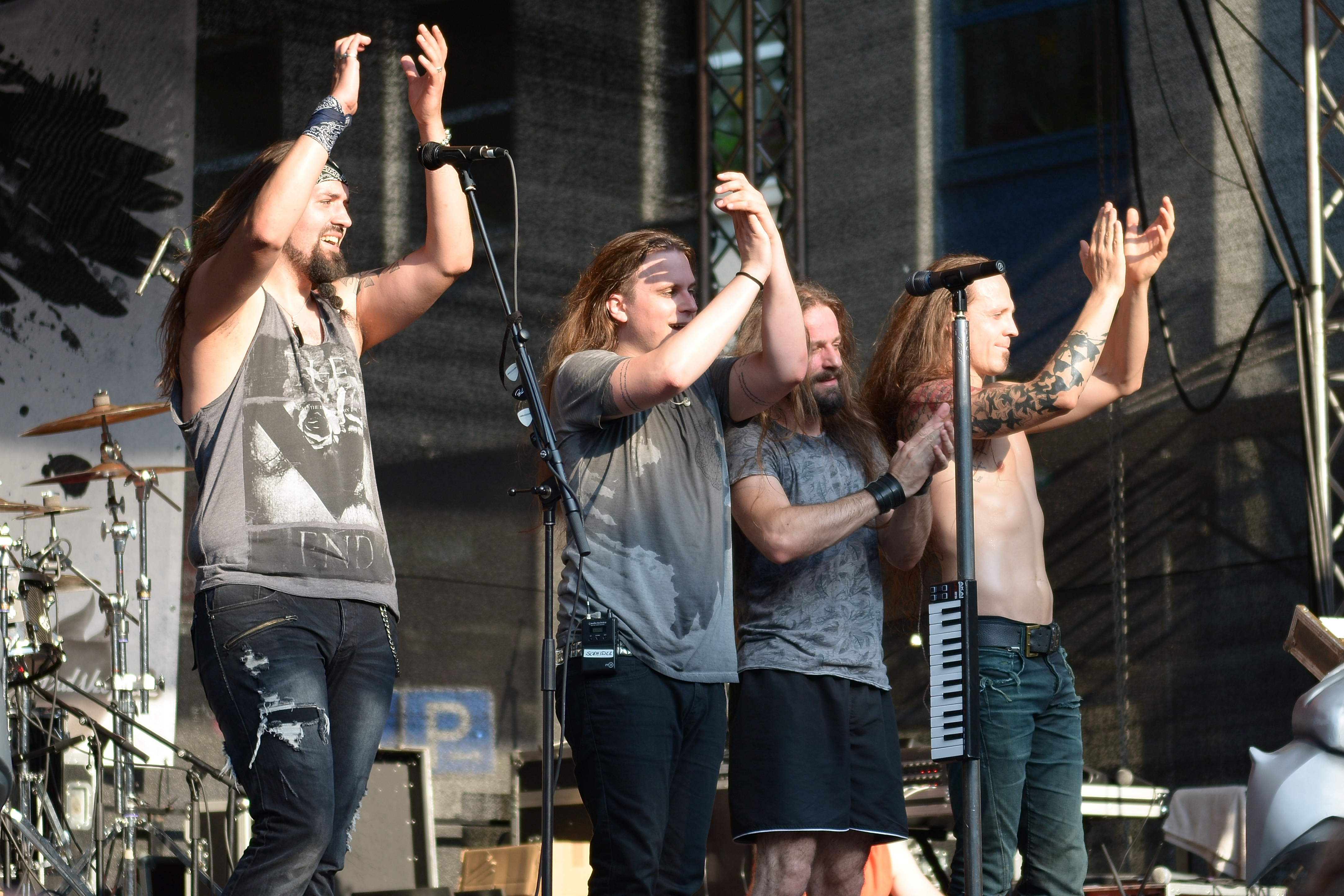
Inlegend (2015)

Von Ende 2012 bis Sommer 2013 befanden sich Inlegend im Studio, um den Nachfolger zu ihrem Debütalbum aufzunehmen. Das Album, das den Titel Stones At Goliath tragen wird, wird die erste Veröffentlichung mit dem 2011 hinzugestoßenen Daniel Schmidle sein und wird sich zudem durch einen anderen Sound auszeichnen. Neben der gewohnten Instrumentierung werden u. a. eine Geige, ein Cello (gespielt von Benni Cellini, Mitglied der deutschen Band Letzte Instanz), Orgelklänge, Synthies, ein richtiger Gospel-Chor sowie eine Gast-Sängerin (Laura Vargas aus der chilenischen Heavy-Metal-Band Sacramento) auf dem Album zu hören sein. Von 45 Kompositionen wurden letzten Endes 20 aufgenommen. Die Band plant, das Album im Herbst 2014 als Doppelalbum zu veröffentlichen, gefolgt von einer Tour. Im März und April 2014 hatten die Fans der Band bereits die Gelegenheit, während spezieller Pre-Listening-Sessions in einige Songs des neuen Albums reinzuhören.
Im Juni 2014 kündigten Inlegend über Facebook an, dass der Bassist Daniel Wicke und der Schlagzeuger Dennis Otto fortan nicht mehr in der Band sind. Ersatz wurde in Paul Perlejewski und Marcos Feminella gefunden. Zudem wurde mit Daniel Galmarini ein dritter Pianist an Bord geholt.
Stones At Goliath erschien am 9. Januar 2015. Kurz nach der Veröffentlichung bestätigte die Band auf Facebook, dass sie ihren Namen von In Legend zu Inlegend geändert haben.

## Stil
Stilistisch sind die Lieder von Inlegend auf dem Debütalbum stark vom Heavy Metal geprägt, jedoch wird gänzlich auf den für Metal-Bands charakteristischen Gitarren-Sound verzichtet. Stattdessen steht bei Inlegend das Piano im Vordergrund. Bastian Emig beschreibt den Sound auch als „Tori Amos auf Koks“. Emig erzeugt – unterstützt durch aggressive Doublebass-Einsätze des Schlagzeugs, einen hämmernden E-Bass und die linke Hand am Piano – einen sehr harten, treibenden Sound. Mit der rechten Hand und seinem Gesang werden im Gegensatz dazu eingängige Melodien erschaffen. Neben den Metal-Elementen lassen sich im Sound der Band auch Einflüsse aus den Bereichen Klassik, Rock/Alternative und Pop finden.

## Hintergründe
Inlegend arbeiten oft mit starker Symbolik und wiederkehrenden Elementen. So ist der Hammer ein metaphorisches Leitmotiv, welches sich sowohl im selbstkreierten Musikstil „Hand-hammered Piano Craft“ als auch im „Pandemonium“-Musikvideo wiederfindet. Die Spitznamen der Musiker werden allesamt im Text des Songs „Vortex“ genannt. In der Pandemonium EP ist bereits eine Textzeile namens „Why would I need to tie my heart to your broken wings to touch the sky?“ zu finden. Diese ist der erste Teil des Refrains des erst auf dem Debütalbum veröffentlichten Opener-Songs „Heaven Inside“. Der „broken wing“ (= gebrochener Flügel) kann als Anspielung auf die von der Digitalisierung gebeutelte Musikindustrie und auf Plattenlabels allgemein verstanden werden. Dies lässt sich durch einen versteckten Text in der Pandemonium EP bestätigen. Dort heißt es:
„Congratulation – You just took the first step towards becoming an unscrupulous recod label CEO by destroying an artist’s piece of work!“ (Auf Deutsch: „Herzlichen Glückwunsch. Du hast durch die Zerstörung der Arbeit eines Künstlers den ersten Schritt auf dem Weg zu einem skrupellosen Plattenlabel-Boss gewagt!“)
Nach eigener Angabe kann Bastian Emig keine Noten lesen und hat das Klavierspielen autodidaktisch in seiner Kindheit gelernt, nachdem „das irgendwann mal bei uns im Wohnzimmer stand und ich mich mal dran gesetzt habe“. In seiner Jugend wollte er damit den Mädels imponieren. Diesen spielte er mit Vorliebe Stücke von Guns n’ Roses vor.

## Diskografie
- 2010: Pandemonium EP
- 2011: Ballads ’n’ Bullets
- 2015: Stones at Goliath